# Переяславская рада

Картина М. И. Хмелько «Навеки с Москвой, навеки с русским народом» (1951)
Национальный художественный музей Украины, Киев

Переясла́вская ра́да (укр. Перея́славська ра́да) — собрание (рада) преимущественно представителей запорожского казачества во главе с гетманом Богданом Хмельницким, состоявшееся 8 (18) января 1654 года в Переяславе. На этом собрании было принародно принято решение о подданстве казаков царю Алексею Михайловичу, скреплённое присягой на верность, а также о вхождении Войска Запорожского, территории и населения Киевского, Черниговского и Брацлавского воеводств Речи Посполитой, подконтрольных казакам, восставших против Речи Посполитой, в состав Русского царства.

## Исторические предпосылки и подготовка Переяславской рады

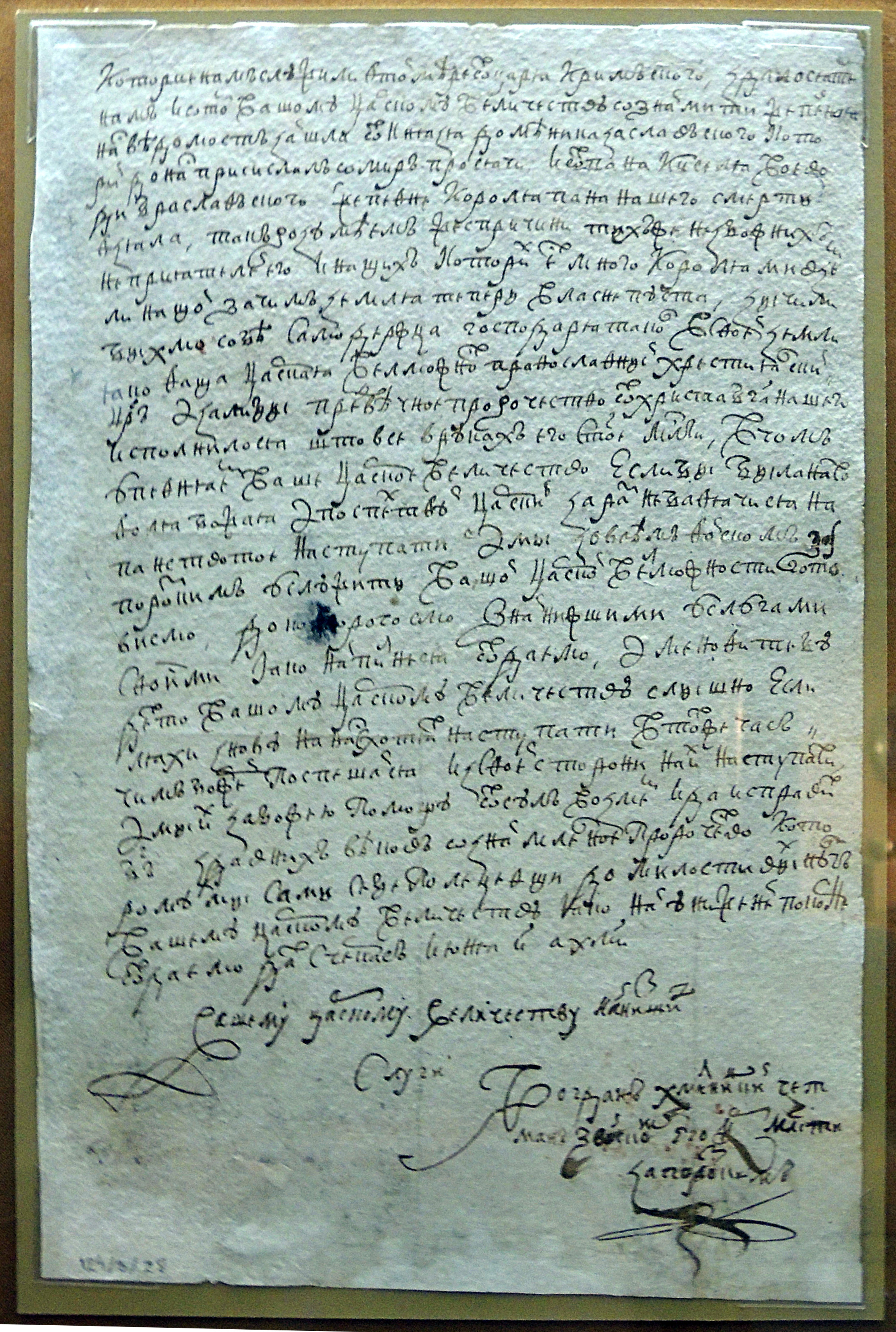
Письмо Гетмана Богдана Хмельницкого царю Алексею Михайловичу с сообщением о победах над польскими войсками и желании запорожских казаков вступить в русское подданство. Черкассы, 1648, 8 июня. РГАДА

Данный процесс происходил сложно, имел свою предысторию, развивался на фоне притеснения униатами и католиками православных — запорожских казаков (в русских источниках «черкасы») и части гражданского населения Речи Посполитой («литовские люди» и «белорусцы»).
Обращения о принятии запорожского казачества в подданство Русского государства поступали в Москву в течение предыдущих десятилетий неоднократно, в том числе в ходе восстания Косинского (1591—1593), восстания Павлюка (1637), восстания Острянина (1638).
В 1620 году гетман П. К. Сагайдачный, в условиях нарастающего недовольства православного населения Речи Посполитой и под влиянием растущих среди него симпатий к России, направил в Москву представительную делегацию, заявившую о желании реестрового Запорожского войска служить русскому царю.
В 1624 году киевский митрополит Иов Борецкий просил русского царя Михаила Фёдоровича заступиться за свою паству — «российского ти племени единоутробных людей». С начала 1630-х годов казаки, стремясь избежать произвола польско-литовской шляхты, стали поступать на службу русскому царю и переселяться главным образом с семьями в приграничные города (Белгород, Валуйки, Кромы, Курск, Путивль, Рыльск, Чугуев и др.).
В 1632 году после смерти польского короля Сигизмунда III запорожские казаки, опасаясь гонений на православие в случае победы на выборах его младшего сына, Королевича Казимира (с 20.11.1648 король Ян II Казимир), поддержали кандидатуру старшего сына королевича Владислава (с 8.11.1632 король Владислав IV). На Корсунской Раде 28 сентября (8 октября) казаки решили в случае прихода к власти в Речи Посполитой Казимира обратиться к царю Михаилу Фёдоровичу с просьбой принять их в русское подданство.
Во время восстания казаков Запорожской Сечи против правительства Речи Посполитой (в историографии получила название «Освободительной войны украинского и белорусского народов 1648—1654») Богдан Хмельницкий вёл переговоры о помощи с правителями Крымского ханства (с начала 1648 года), Русского государства (с лета 1648 года), Османской империи (с 1650 года), о перемирии — с кандидатом на польский престол, а затем — польским королём Яном II Казимиром (с осени 1648 года).
От Богдана Хмельницкого подобное обращение впервые поступило в 8 (18) июня 1648 года. В 1648—1653 годах Москву посетило восемь его посольств. Гетман предлагал принять под «государеву высокую руку» подконтрольную восставшим казакам территорию, угрожал в случае отказа или промедления разорить пограничные русские города совместно с крымскими татарами (июнь 1648 года) или начать войну против Русского государства самостоятельно или при поддержке крымцев (сентябрь и ноябрь/декабрь 1649 года). Условия Хмельницкого означали для Русского государства неминуемое вступление в новую войну с Речью Посполитой. В этот период русское правительство считало необходимым для себя соблюдать русско-польский Поляновский мир 1634 года.
В 1649—1650 годах Алексей Михайлович обещал принять Запорожское войско в русское подданство, если гетману самому удастся заключить договор с Яном II Казимиром о выходе из состава Речи Посполитой. В качестве варианта русский царь неоднократно предлагал (в 1649—1650 и 1652) казакам в случае их поражения от польско-литовского войска выехать в Русское государство «без земли» и получать государево «жалование немалое и места пространные и угожие».
28 февраля (10 марта) 1651 год Алексей Михайлович впервые предложил Земскому собору обсудить многочисленные нарушения Речью Посполитой одного из условий Поляновского мира — неверное титулование русского царя в польско-литовских документах, а также просьбы Хмельницкого принять Запорожское войско в русское подданство. Весной этого года русское правительство, всё ещё надеясь «междуусобье успокоить» дипломатическим путём, предложило выступить посредником между восставшими запорожскими казаками и правительством Речи Посполитой. В то же время отказало и Речи Посполитой в военной помощи против казаков.
Летом 1652 года от генерального писаря И. Е. Выговского, передавшего в Москву за вознаграждение данные о переговорах Хмельницкого с разными сторонами, стало известно, что ряд приближённых гетмана выступает за получение казаками турецкого или крымско-татарского подданства.
В марте 1653 года И. Е. Выговский, через русских послов, переслал в Москву в Посольский приказ подлинник грамоты турецкого султана Мехмеда IV, адресованное Хмельницкому. Для предотвращения перехода контролировавшейся Хмельницким территории в состав Османской империи, что непосредственно угрожало бы безопасности Русского государства, царское правительство предприняло ещё одну попытку примирить восставших с Речью Посполитой. Для этого 24 апреля (4 мая) 1653 года направило в Речь Посполитую посольство во главе с Б. А. Репниным. Вместе с тем на заседании Земского собора в Москве, состоявшегося 25 мая (4 июня), вновь рассмотрело возможность удовлетворить просьбу Хмельницкого, но Алексей Михайлович постановил отложить решение до окончания русско-польских переговоров Репнина. Вскоре в Москве узнали, что к Хмельницкому прибыло турецкое посольство. По видимому, 3 (13) июня 1653 года Хмельницкий сообщает С. Яцыну и Д. Литвинову, посланным к гетману воеводой Путивля Ф. А. Хилковым, о том, что если Алексей Михайлович не предоставит Запорожскому войску русского подданства, оно «по греху….и по неволе» примет турецкое подданство. Для предотвращения такого развития 22 июня (2 июля) 1653 года к Хмельницкому была спешно послана царская грамота, извещавшая гетмана о том, что царь «изволил» принять Запорожское войско «под свою руку». В конце июля — начале августа Ян II Казимир отклонил русское предложение заключить мир с восставшими казаками. Посольство Репнина вернулось в Москву 25 сентября (5 октября).
После неудачной посреднической миссии Репнина и в свете переговоров Хмельницкого с турецким посольством русское правительство оказалось перед выбором: или допустить отход Запорожского войска к Османской империи и установление антирусского союза казаков с Крымским ханством, или включить восставшие Киевское, Черниговское и Брацлавское воеводства в состав Русского государства и объявить войну Речи Посполитой.
1 (11) октября 1653 года Земский собор, проходивший в Москве, постановил, что православных подданных польского короля, которые гонениями на православие освобождены ими самими от «верности и послушания», нельзя «отпустить …. к турецкому султану или крымскому хану», принял решение о принятии Войска запорожского в подданство Русского государства. В этот же день последовал царский указ о принятии в русское подданство Запорожского войска «с городами их и с землями» и об объявлении войны Речи Посполитой.
После этого решения для ведения переговорного процесса в Переяславщину из Москвы отправилось большое посольство во главе с боярином Василием Бутурлиным. В составе русского посольства также были окольничий Иван Алферьев, думный дьяк Иларион Лопухин и представители духовенства.
Местом проведения генерального военного совета был избран город Переяславль, куда посольство прибыло 31 декабря 1653 (10 января 1654) и было торжественно встречено.

## Переяславская Рада
5 (15) января — переяславский протопоп Григорий и прибывший с посольством дьякон московского Благовещенского собора Алексей при большом стечении народа в храме в честь Успения Пресвятой Богородицы отслужили молебен о здравии Алексея Михайловича и царской семьи.
6 (16) января 1654 года — в Переяслав из Чигирина прибыл Богдан Хмельницкий.
7 (17) января — в Переяслав прибыл генеральный писарь И. Е. Выговский, полковники и сотники. В этот же день состоялась встреча Бутурлина и Хмельницкого, Выговского, П. И. Тетери, на которой стороны договорились о дате проведения Рады. На совещании, по свидетельству Бутурлина, Хмельницкий и Выговский назвали Алексея Михайловича «сродником» киевского князя Владимира Святославича (факт не соответствовал действительности, но послужил обоснованием права русской царской династии на часть территории Речи Посполитой), а также Государем, призревшим по Божией милости «свою отчину Киев» и «всю Малую Русь своею милостью».
Утром 8 (18) января 1654 года в Переяславе состоялся тайный старшинский совет запорожского казачества.
Днём 8 (18) января — Генеральный военный совет, в котором приняли участие представители Киевского, Черниговского, Брацлавского и других казацких полков (14 из 17), а также жители Переяслава. Других представителей от мещан (кроме Переяслава) и духовенства не было. Русское посольство на обоих собраниях отсутствовало.
| …была… у Гетмана тайная Рада с Полковники, и с Судьями, и с Войсковыми Ясаулы, — и Полковники…, и Судьи, и Ясаулы под Государеву высокую руку подклонилися. И по тайной Раде, которую Гетман имел с Полковники своими с утра тогож дни, во вторый час дни бито в барабан, с час времяни, на собрание всего народа слишать совет о деле, хотящем совершиться. И как собралося великое множество всяких чинов людей, учинили круг пространный про Гетмана и про Полковников, а потом и сам Гетман вышел под бунчюком, а с ним Судья и Ясаулы, писарь и все Полковники, и стал Гетман посреди круга, а Ясаул Войсковой велел всем молчать; потом, как умолкли, начал речь Гетман ко всему народу говорить: Панове Полковники, Ясаулы, Сотники и все войско Запорожское, и вси православнии Християне! ведомо то вам всем, как нас Бог свободил из рук врагов, гонящих церковь Божию и озлобляющих все Христианство нашего православия Восточного, что уже шесть лет живем без Государя в нашей земли в безпрестанных бранях и кровопролитиях с гонители н враги нашими, хотящими искоренити церковь Божию, дабы имя Руское не помянулось в земли нашей, что уже вельми нам всем докучило, и видим, что нельзя нам жити боле без Царя; для того ныне сбрали есмя Раду, явную всему народу, чтоб есте себе с нами обрали Государя из четырех, которого вы хощете; первый Царь есть Турский, который многажды чрез послов своих призывал нас под свою область; вторый Хан Крымский; третий Король Польский, который, будет сами похочем, и теперь нас еще в прежнюю ласку принять может; четвертый есть Православный Великия России Государь, Царь и Великий Князь Алексей Михайлович, всея России Самодержец Восточный, которого мы уже шесть лет безпрестанными молении нашими себе просим; тут которого хотите избирайте. Царь Турский есть бусурман; всем вам ведомо, как братии наши, православнии християне, Греки беду терпят, и в каком суть от безбожных утеснении; Кримской Хан тоже бусурман, которого мы по нужди и в дружбу принявши, каковыя нестерпимыя беды приняли есмя! Какое пленение, какое нещадное пролитие крови християнския от Польских Панов утеснения, никому вам сказывать не надобет; сами вы все ведаете, что лучше жида и пса, нежели християнина, брата нашего, почитали. А православный християнский Великий Государь, Царь Восточный, есть с нами единаго благочестия Греческаго закона, единаго исповедания, едино есми тело церкви православием Великия России, главу имуще Иисуса Христа. Той Великий Государь, Царь християнский, сжалившися над нестерпимым озлоблением православныя церкви в нашей малой России, шестьлетных наших молений безпрестанных не презривши, теперь милостивое своё Царское сердце и нам склонивши, своих великих ближних людей к нам с Царскою милостыо своею прислати изволил, которого естьли со усердием возлюбим, кроме Его Царския высокия руки благотишнейшего пристанища не обрящем; а будет кто с нами не согласует теперь, куды хочет, вольная дорога. К сим словам весь народ возопил: волим под Царя Восточного, православного, крепкою рукою в нашей благочестивой вере умирати, нежели не навистнику Христову, поганину, достати. Потом Полковник Преясловский Тетеря, ходячи в кругу на все стороны, спрашивал: вси ли тако соизволяете рекли весь народ: вси единодушно; потом Гетман молыл: буди тако, да Господь Бог наш сукрепит под Его Царскою крепкою рукою; а народ по нем вси единогласно возопили: Боже! утверди, Боже! укрепи, чтоб есми во веки все едино были.— Выписка из Статейного списка бывших в Переясловле у Гетмана Богдана Хмельницкого российских послов: Ближнего Боярина Василия Бутурлина, Окольничего Ивана Алферьева и Думного Дьяка Лариона Лопухина. |

Богдан Хмельницкий на Раде также заявил, что всем противникам Алексея Михайловича придётся искать другого государя «куды хочет вольная дорога». Присутствовавшие на Раде единогласно приняли решение быть «вовеки вси едино» с Русским государством.
После зачтения царской грамоты гетманом старшина и послы направились в Успенский собор, где духовенство должно было привести их к присяге. Б. Хмельницкий выразил пожелание, чтобы послы первыми принесли присягу от лица Русского царя. Однако В. Бутурлин отказался присягать от лица царя, заявив, что царь не присягает своим подданным.
После чего казаки принесли присягу. После принятия присяги Бутурлин передал Хмельницкому пожалованные царём символы гетманской власти: хоругвь (знамя), булаву и парадную одежду (ферязь, горлатную шапку и соболей).
12 (22) января — И. Е. Выговский, войсковой судья Самуил Богданович (Богданов) и полковники безуспешно пытались получить у Бутурлина документ за его подписью, подтверждавший бы от имени Государя права и вольности запорожских казаков. Права гетмана, православной шляхты, казаков, мещан, духовенства определены Мартовскими статьями.

## Мартовские статьи
После отъезда Бутурлина казацкая старшина с гетманом взялись за выработку условий, на каких они хотели бы перейти в подданство русского царя. В форме прошения («челобития») царю написали список из 11 пунктов, называемый Мартовскими статьями, который привезли в Москву в марте 1654 г. Павел Тетеря и войсковой судья Самойло Богданович с товарищами. В Москве послы объявили дополнительные пункты. В результате был рассмотрен договор, включающий 23 статьи.

## Присяга на верность русскому царю

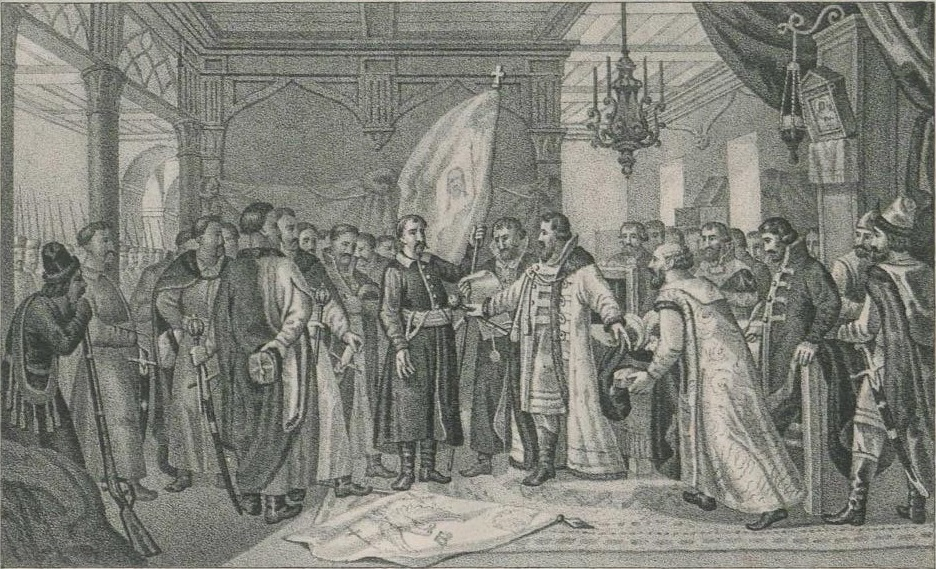
Боярин Бутурлин принимает присягу от гетмана Хмельницкого на подданство России

8 (18) января — присягали участвовавшие в Раде сотники, есаулы, писари, казаки, мещане и другие лица, находившиеся в Переяславле.
8 (19) января — привидение к присяге участвующих в Раде (всего: за 2 дня — 284 человека).
17 (27) — 18 (28) января — митрополит киевский Сильвестр Косов и архимандрит Киево-Печерского монастыря Иосиф Тризна, опасаясь расправ над православным духовенством, выступили против решения Рады. Переговоры с Сильвестром о присяге его людей русскому царю вели стольник В. П. Кикин, думный дьяк И. Д. Лопухин и подьячий И. Плакидин, но согласия не получили.
17 (27) января — В. Бутурлин привёл к присяге Алексею Михайловичу значительную часть жителей Киева («киевских жилецких всяких людей»).
19 (29) января — под давлением запорожских казаков — шляхту, слуг, дворовых людей и мещан митрополита Сильвестра (всего: 1460 человек).
24 января (2 февраля) — к присяге приведены жители г. Нежина (всего 1944 человека).
27 января (6 февраля) — к присяге приведены жители г. Чернигова (всего 1105 человек).
18 (28) февраля 1654 года — польский король Ян II Казимир обратился с призывом вернуться в подданство Речи Посполитой к членам городских советов и православной «черни».
Зимой 1654 года — стольники, стряпчие и дворяне московские в соответствии со списком составленным Хмельницким привели к присяге русскому царю жителей 183 города, местечка и слободы во всех 17 полках на территории Запорожского войска (всего 122 545 чел.).
Отказалось присягать: 
- митрополит Киевский, Галицкий и всея Руси, экзарх Константинопольского престола Сильвестр Косов и духовенство митрополии.
- архимандрит Киево-Печерского монастыря Иосиф Тризна вместе с братией монастыря.
- Часть мещан Переяслава, Киева и Чернобыля была насильно принуждена к присяге казаками.
- Состоялись выступления против присяги в отдельных поселениях: Брацлавского, Уманского, Полтавского и Кропивнянского полков.
- Неизвестно, присягало ли Войско Запорожское Низовое.

18 (28) мая — выполняя союзнический договор, русское войско во главе с Алексеем Михайловичем выступило в поход из Москвы против Речи Посполитой, началась русско-польская война 1654—1667 годов.
27 мая (6 июня) 1654 года — польский король Ян II Казимир обратился к Войску Запорожскому с призывом вернуться в подданство Речи Посполитой, но данные призывы не имели последствий.

## Последствия Переяславской рады

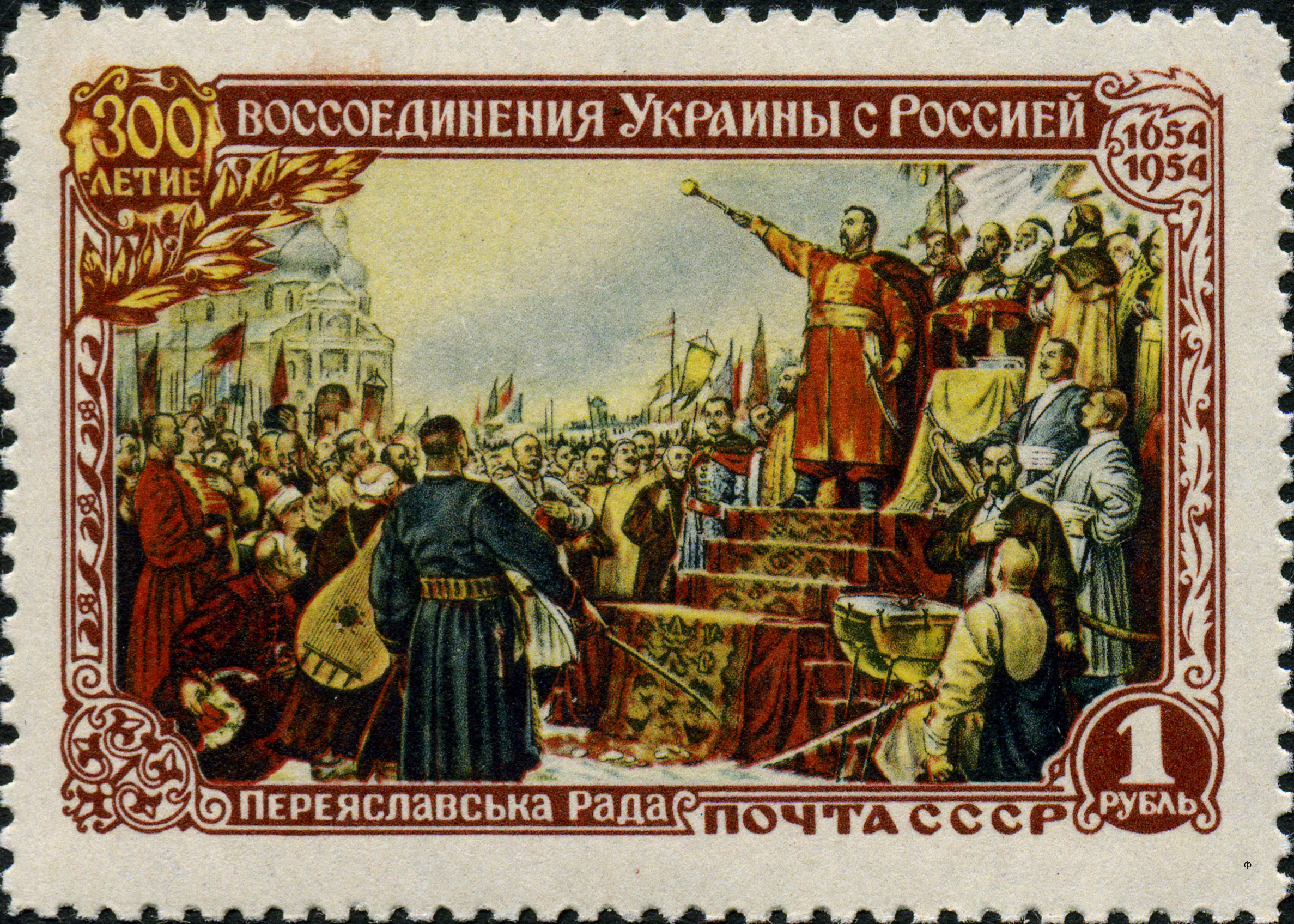
Почтовая марка СССР, 1954 год

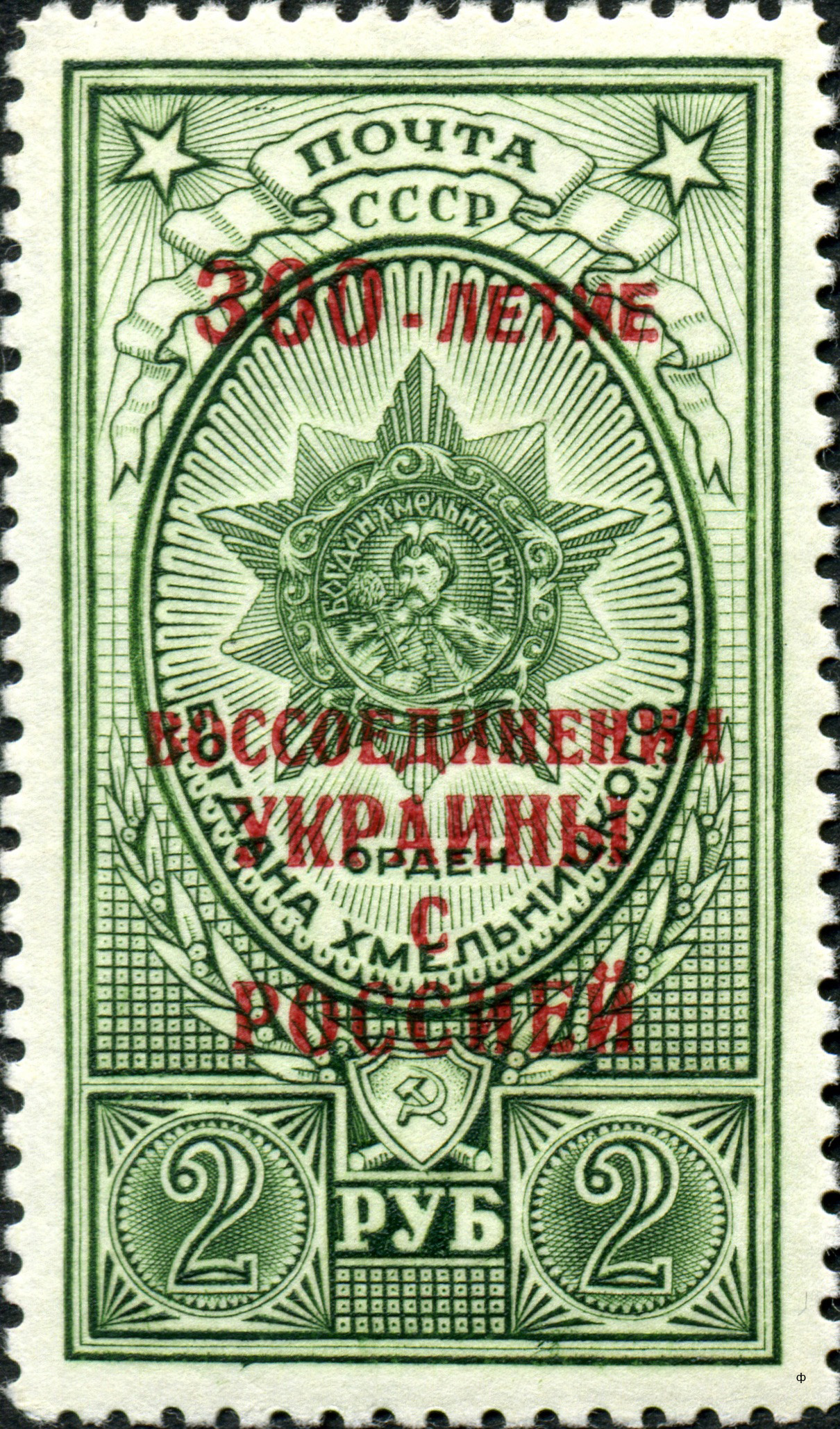
Марка в честь 300-летия Переяславской рады, 1954 год

Для России Переяславское соглашение привело к приобретению востока Украины, в том числе древнего Киева, который московские великие князья и цари на протяжении веков считали своей вотчиной. В XIX веке историки Российской империи утверждали, что «собирание земель русских», раздробленных после монгольского нашествия, московскими князьями, и затем царями (что было отражено в их претензионном титуле государей всея Руси[уточнить]), было ключевой особенностью российского исторического процесса. Согласно их интерпретации, основанной на тезисе о киевских корнях России, который историк Восточной Европы Сергей Плохий называет мифом, процесс «собирания» должен был завершиться в победном воссоединении всех земель Руси в российском государстве, «едином и неделимом». Наиболее важным в процессе объединения для имперских историков было установление в середине XVII века контроля над востоком Украины.
Вскоре после Переяславской рады официальный титул русского царя был изменён: в нём слова «всея Русии» заменены на «всея Великие и Малые Русии (России)», к титулу государя добавлено «Киевский» и возвращено «Черниговский» [все изменения и дополнения впервые употреблены Б. М. Хмельницким в письме к Алексею Михайловичу от 8(18).1.1654]. Указом царя от 21(31).3.1654 изготовлена большая государственная печать из серебра «с новоприбылыми титулами» для скрепления ею жалованных грамот Запорожскому войску.

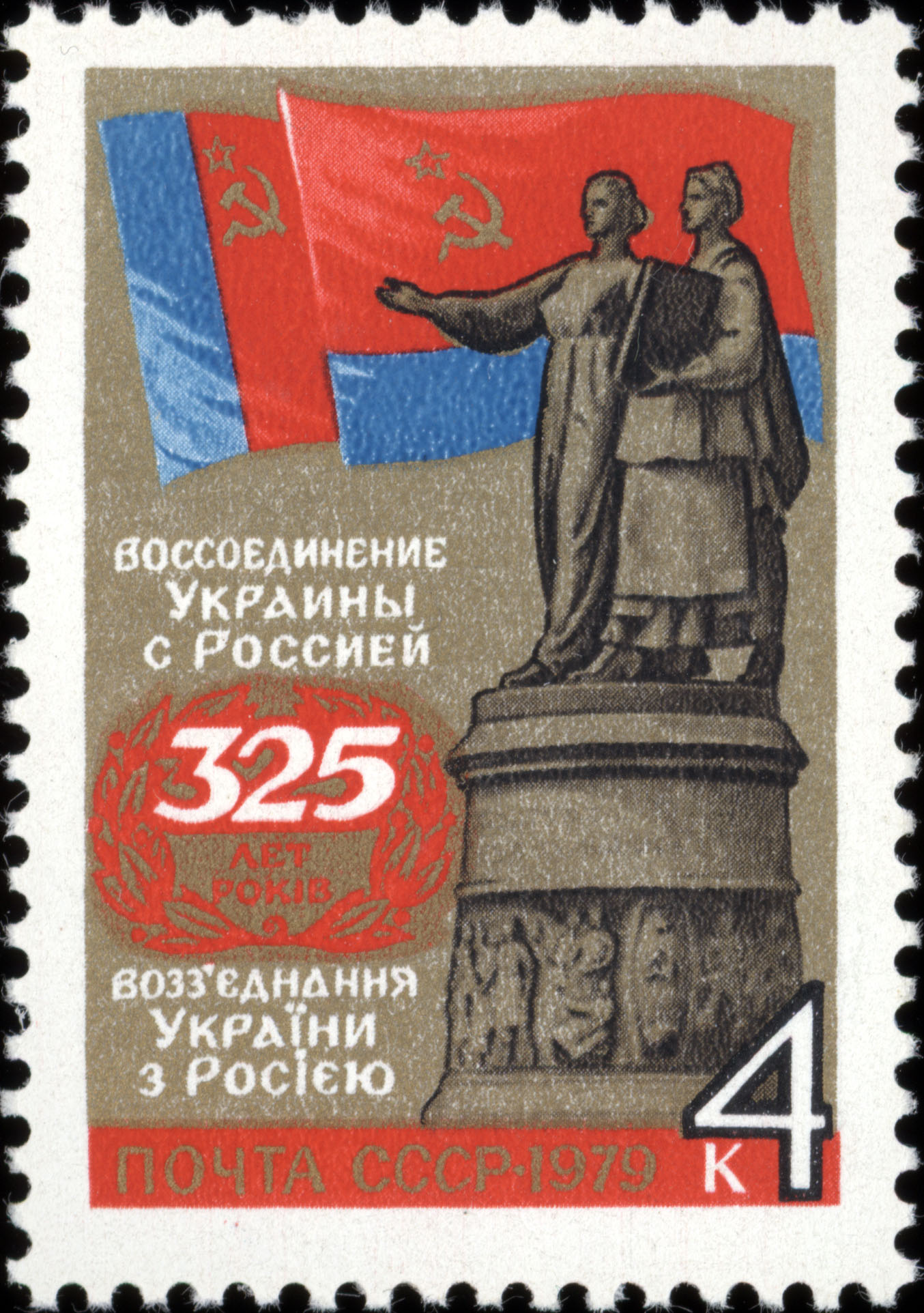
Почтовая марка СССР, 1978 год. 325 лет Воссоединения Украины с Россией

Для Речи Посполитой это соглашение стало началом процессов распада и расчленения, приведших в итоге к полной потере независимости в 1795 г.
Уже 23 октября (2 ноября) 1653 год Русское царство торжественно объявило в Москве войну Речи Посполитой под лозунгом освобождения Запорожского казачества и народа, проживающего на территориях современной Украины и Белоруссии. В июле 1655 года на территорию Речи Посполитой вторглись шведы. Эти события получили в польской литературе название Шведский потоп, который продолжался до 1660 года. Ещё до вторжения шведов в Речь Посполитую, в мае 1655 года, шведский король Карл Х Густав наладил дипломатические отношения с Хмельницким, который охотно пошёл на это. Практически вся территория Польши к концу 1655 года была захвачена, полякам противостояли лучшие шведские военачальники недавно закончившейся Тридцатилетней войны, а с востока вели успешное наступление московские и казацкие войска.
Однако, события на восточной границе неожиданно стали развиваться в благоприятном для Польши направлении. Великий гетман литовский Радзивилл давно мечтал отделить ВКЛ от Польши и искал контактов со Швецией. Теперь, оказавшись между Россией и Швецией, он признал над собой шведскую власть, шведские войска стали уже занимать города Княжества. Это заставило царя Алексея Михайловича приостановить военные действия против Польши, расценивая действия шведов как угрозу собственным интересам. В мае 1656 Россия объявляет войну Швеции. В октябре 1656 года Алексей Михайлович заключил с поляками перемирие, на переговоры по заключению которого не была допущена казацкая делегация и которое нарушило Переяславское соглашение. Москва полностью становилась союзницей Польши. Кроме того, русско-польский союз был направлен против нового союзника казаков — шведов. После этого начались переговоры о заключении мира и межевании новых границ, польская сторона также предложила избрать царя Алексея Михайловича наследником польской короны.
Виленское перемирие с Речью Посполитой вызвало обострение отношений между Москвой и гетманом Богданом Хмельницким, который после заключения Виленского перемирия продолжал в союзе со Швецией, Трансильванией и Бранденбургом собственную войну против Речи Посполитой.
Преемник Хмельницкого Иван Выговский разорвал Переяславский договор и подписал Гадячский трактат с Польшей о возвращении Запорожского казачества под власть польской короны.
27 октября 1659 г. было заключено второе Переяславское соглашение между Юрием Хмельницким, сыном Богдана Хмельницкого, и представителями русского царя. Это соглашение ограничило самостоятельность гетманов и было следствием перехода гетмана Выговского на сторону Речи Посполитой.

## Отношение в советской историографии
В ранней советской историографии Переяславская рада зачастую рассматривалась негативно: по одной версии, присоединение Украины к России было таким же бедствием, как пребывание в составе Польши, а по другой версии, оно было даже худшим развитием событий. 

В первой версии Большой советской энциклопедии, вышедшей в 1935 году, Переяславская рада рассматривалась как начало «колониального господства России над Украиной», а Богдан Хмельницкий характеризовался как предатель и враг национально-освободительного движения Украины. 

В 1930-х годах в ходе конкурса на лучший школьный учебник истории СССР для 3-го и 4-го классов на официальном уровне была выработана новая концепция отношения к присоединению Украины к России как к наименьшему злу по сравнению с поглощением Польшей или Турцией; эта концепция была закреплена в нескольких учебниках истории СССР и Украины 1940-х годов.
После Второй мировой войны было санкционировано новое представление об истории народов СССР, в котором русский народ считался «старшим братом» других народов, подчёркивалось превосходство русской культуры, а вхождение нерусских народов в состав России оценивалось как прогрессивное явление. В рамках этого представления была разработана концепция «вечного неразрывного единства русских, украинцев и белорусов и их истории», а присоединение Украины к России постепенно стало рассматриваться не как наименьшее зло, а как абсолютное добро. Окончательную формулировку это представление нашло в «Тезисах о 300-летии воссоединения Украины с Россией 1654—1954 гг.», вышедших к празднованию 300-летия воссоединения Украины с Россией в 1954 году и одобренных ЦК КПСС: в них Переяславская рада описывается как акт, который воссоединил Украину с Россией, что «имело огромное прогрессивное значение для дальнейшего политического, экономического и культурного развития украинского и русского народов».

## Отражение в искусстве
События Переяславской рады нашли отражение в многочисленных произведениях литературы, живописи, монументального искусства, кинофильмах:
- В 1954 году в Переяслав-Хмельницком был установлен памятный знак[2].
- К 1954 году в арке павильона «Украина» на ВДНХ (ныне павильон № 58 ВВЦ) установлен витраж из стекла Переяславская рада (художник Г. В. Боня, В. В. Давыдов, С. А. Кириченко, С. Б. Отрощенко)[2].
- В 1961 и 1982 годах в Переяслав-Хмельницком установлены два памятника[2].